# Krzysztof Garbolewski
Krzysztof Garbolewski (ur. 6 grudnia 1968 w Gorzowie Wielkopolskim, zm. 2 kwietnia 2021 w Łodzi) – polski waterpolista grający na pozycji obrońcy, trener, sędzia.

## Kariera
Krzysztof Garbolewski w czasie kariery sportowej reprezentował barwy: dwukrotnie Stilonu Gorzów Wielkopolski (1985–1992, 1994–1996 – 8-krotne mistrzostwo Polski 1985–1991, 1996), wielokrotnie halowe mistrzostwo Polski, Puchar Polski, trzykrotnie ćwierćfinał Pucharu Europy (1985, 1987, 1989) oraz KSZO Ostrowiec Świętokrzyski (2-krotne mistrzostwo Polski 1997–1998).

## Sukcesy

### Zawodnicze
Stilon Gorzów Wielkopolski
- Mistrzostwo Polski: 1985, 1986, 1987, 1988, 1989, 1990, 1991, 1996
- Halowe mistrzostwo Polski
- Puchar Polski
- Ćwierćfinał Pucharu Europy: 1985, 1987, 1989

KSZO Ostrowiec Świętokrzyski
- Mistrzostwo Polski: 1997, 1998

## Po zakończeniu kariery
Krzysztof Garbolewski po zakończeniu kariery sportowej, wyjechał do Łodzi, gdzie rozpoczął karierę trenerską w ŁSTW Łódź, gdzie trenował drużyny młodzieżowe, a jednym z zawodników tych drużyn był jego syn – Dominik. Od 2005 roku był sędzia FINA (Komitet Techniczny Piłki Wodnej) oraz LEN, dzięki czemu mógł jako sędzia międzynarodowy prowadzić m.in. mecze mistrzostw Europy.

## Śmierć
Krzysztof Garbolewski zmarł 2 kwietnia 2021 roku w Łodzi po długiej i ciężkiej chorobie, w tym samym dniu, co jego trener ze Stilonu Gorzów Wielkopolski – Ryszard Łuczak.